# SKS Hajnówka
SKS Hajnówka, pełna nazwa Siatkarski Klub Sportowy Hajnówka – polski klub siatkarski z siedzibą w Hajnówce. Klub został rozwiązany w 2017 r.

## Historia
Klub powstał 2 października 2002 jako Moderator Hajnówka. W 2004 roku awansował do I ligi. W sezonie 2008/2009, jako Pronar Parkiet Hajnówka, po uprzednim rocznym pobycie w II lidze, znowu grał na zapleczu PLS.
18 maja 2008 klub awansował do I ligi, po serii meczów z Zieloną Górą. W rozgrywkach sezonu 2008/2009 drużyna z Hajnówki zajęła 5. miejsce, co było najlepszym wynikiem w historii klubu.